# Stratego
L'Stratego és un joc de tauler on s'ha de vèncer l'exèrcit enemic, simbolitzat per un conjunt de peons. Es tracta d'un joc d'estratègia per a dues persones. Cadascuna d'elles mou les seves fitxes, de manera que l'altre no veu quin símbol representen. Quan dues fitxes es troben es mostren temporalment els símbols, que representen càrrecs militars. El de grau superior mata l'inferior, que abandona el tauler i es torna a girar (de manera que cal recordar on està cada fitxa per planificar atacs). L'objectiu és descobrir la bandera enemiga.

## Contingut del joc
El joc està format per 80 fitxes, 40 per a cada jugador i un tauler de 10x10 caselles. Cada jugador posseeix 40 peons que representen unitats militars de diferents graus, repartits de la següent manera:
| Rang | Peça       | Quantitat | Habilitats                                                                                            |
| ---- | ---------- | --------- | --- |
| 10   | Mariscal   | 1         | |
| 9    | General    | 1         | |
| 8    | Coronel    | 2         | |
| 7    | Comandant  | 3         | |
| 6    | Capità     | 4         | |
| 5    | Tinent     | 4         | |
| 4    | Sergent    | 4         | |
| 3    | Minador    | 5         | Pot desactivar bombes                                                                                 |
| 2    | Explorador | 8         | Es pot moure qualsevol distància en línia recta                                                       |
| 1    | Espia      | 1         | Pot eliminar el Mariscal, només quan l'ataca. Si és el Mariscal el que ataca a l'espia, el destrueix. |
| B    | Bomba      | 6         | Destrueix a qualsevol atacant, excepte el minador. No es pot moure                                    |
| F    | Bandera    | 1         | El joc es guanya/perd si és capturada. No es pot moure                                                |

## Muntatge del joc
Per començar el joc es col·loquen les fitxes de cada jugador a les quatre files més properes al jugador de manera que només aquest en pugui veure el grau militar. La distribució de les peces la decideix el mateix jugador en funció de l'estratègia que vulgui seguir.

## Seqüència de joc
El joc es desenvolupa entre dos exèrcits, un de blau i l'altre de vermell. L'objectiu de cada exèrcit és capturar la bandera enemiga i evitar que capturin la pròpia.

Primer s'escull quin jugador serà l'inicial. A continuació, i per torns, cada jugador mourà una única peça per torn.

### Moviment
Els moviments poden ser endavant, endarrere, dreta i esquerra (mai en diagonal). L'única excepció és l'explorador, que es pot moure tantes caselles com vulgui en línia recta (com la torre dels escacs) però mai sense poder passar per sobre d'una altra figura.

Una figura no es pot moure fora del tauler o ocupar una casella ja ocupada per una peça del mateix exèrcit.

Al tauler hi ha dues zones de 2x2 caselles en les quals no s'hi pot desplaçar cap peça.

### Atacar
Quan una peça es mou cap a una casella ocupada per una figura de l'exèrcit rival, es considera un atac. En aquest moment, ambdues figures es mostren, descobrint la seva identitat i resolent la batalla. En aquest cas, la peça de menor rang és eliminada i la de rang més alt, ocupa el seu lloc. En cas d'empat, les dues peces són eliminades.

## Victòria
Guanya el jugador que abans aconsegueix capturar la bandera enemiga.

Si un jugador es queda sense figures que pugui moure, és a dir, amb la bandera i bombes, haurà de capitular.

## Variants
S'han publicat diverses variants del joc clàssic. Una d'elles, la del Stratego Ice & Fire, substitueix els rangs militar per criatures de fantasia, com elfs o nans. Existeix també una versió que amplia el camp de batalla per poder encabir quatre jugadors, que lluiten simultàniament contra els altres tres adversaris. Hi ha una variant on les tropes representen els uniformes de guerres reals.
Posteriorment es van realitzar versions temàtiques, com la dedicada a El senyor dels anells, La Guerra de les Galàxies, entre diverses basades en pel·lícules d'èxit. En totes elles les peces adopten la figura dels personatges claus de la saga, mantenint la majoria de regles de la versió clàssica. Per acabar, cal destacar l'adaptació en format de videojoc, per tal de poder competir a través d'Internet amb jugadors d'arreu del món.